# Hyosciurus ileile
Hyosciurus ileile е вид бозайник от семейство Катерицови (Sciuridae). Видът е световно застрашен, със статут Уязвим.

## Разпространение
Разпространен е в Индонезия (Сулавеси).